# Zu Unserer Lieben Frau (Aichwald)
Die Feldkirche Zu Unserer Lieben Frau ist eine Wehrkirche im Ortsteil Aichelberg der Gemeinde Aichwald im Landkreis Esslingen in Baden-Württemberg.

## Lage
Sie liegt am südlichen Ortsrand an der Abzweigung der Strümpfelbacher Straße von der Schurwaldstraße (Kreisstraße 1212) bei rund 472 m ü. NN.

## Geschichte
Die Kirche wurde erstmals 1460 erwähnt. Sie ist wohl aus einer früheren Wallfahrtskapelle hervorgegangen. Seit 1482 ist sie Pfarrkirche. Sie wurde ursprünglich von Stetten pastoriert, bis die Gemeinde 1564 den ersten eigenen Pfarrer bekam. Es befinden sich 25 Tafelbilder als Armenbibel von Joseph Wagner aus Alfdorf aus dem Jahre 1760 in ihr.
1975 wurde die, ehemals allein stehende Feldkirche von der Bebauung eingeholt. 2003 wurde der Altarraum neu gestaltet.
Die Wehrmauer ist in halber Höhe erhalten.

## Legende
Der Bau beruht auf einer Legende, wonach an der Stelle ein königlicher Bote von drei Räubern erschlagen wurde. Das Sühnekreuz, das noch heute am Eingangstor zum Kirchhof steht, soll angeblich im 13. Jahrhundert gesetzt worden sein. Als ein Rosenbusch über das Kreuz gewachsen war, wurde die Kirche an dem Ort gebaut. Die Kirche wurde daraufhin, im Zeichen der Rose Maria gewidmet.

## Ausstattung
Im Chor befinden sich drei spätgotische Maßwerkfenster. Des Weiteren befinden sich im Turm Schießscharten und ein Kreuzrippengewölbe. An der Nord-, Süd- und Ostwand befinden sich Wandmalereien aus dem 15. Jahrhundert, welche 1969 entdeckt und freigelegt wurden.